# Adam Walny
Adam Walny (ur. 21 maja 1972) – polski lalkarz, reżyser teatru lalek.

## Wykształcenie
Ukończył Liceum Sztuk Plastycznych w Supraślu (specjalizacja snycerz). Następnie podjął naukę na Akademii Teatralnej w Warszawie na Wydziale Sztuki Lalkarskiej w Białymstoku.

## Działalność artystyczna
W 1999 roku założył teatr lalki i przedmiotu Walny-Teatr. W ramach jego działalności brał udział w festiwalach teatralnych m.in. w Lipawie, Villiandi, Olicie, Turnovie, Fermo, Łodzi, Warszawie, Bielsku-Białej, Ostrowie Wielkopolskim, Toruniu, Częstochowie, Poznaniu, Kwidzynie, Opolu, Białymstoku, Poznaniu.
Spektakle
Do dorobku artystycznego Adama Walnego należą spektakle:
- Kuglarz i Śmierć
- Jesus Christ Super Star( lalki eolskie, Teatr Muzyczny, Gdynia)
- Genesis
- Motyl
- Kamieniarz
- Misterium Narodzenia
- Dziadek
- Hamlet
- Przygody kropli wody
- Dyktator
- Przygody Barona Muenchhausena (adaptacja dzieła Gottfrieda Augusta Bürgera, 2009, Teatr Nowy w Łodzi)
- Janosik. Naprawdę prawdziwa historia (scenografia w warszawskim Teatrze Lalka, 2010)
- Mikrokosmos. Kompozycje (scenografia, Koprodukcja Białostockiego Teatru Lalek i Podlaskiego Stowarzyszenia Tańca, 2011)
- Opus Hamlet (współpraca z duńskim kompozytorem Larsem Kynde nad pierwszą lalkową inscenizacjąHamleta Shakespeare'a na Duńskiej Scenie Hamletowskiej na zamku Elsynor, Kronborg, Dania 2012).

Publikacje
- Koronacja (1992)
- Dwa dramaty (1994)
- Teatr przedmiotu. Kulisy warsztatu. Arkana rzemiosła (2007)
- Walny-Teatr (2012)

Terapia i edukacja
Adam Walny jest założycielem Instytutu Sztuki Lalkarskiej przy Walnym-Teatrze oraz Pracowni Teatru Przedmiotu przy Staromiejskim Domu Kultury w Warszawie. Zajmuje się tworzeniem programów edukacyjnych (Lekcje z lalki) i terapeutycznych (Lalka z duszą). Prowadzi warsztaty dla dzieci i dorosłych. Jako terapeuta współpracował z:
- Stowarzyszeniem NIKE, które organizowało plenery twórców niepełnosprawnych,
- Stowarzyszeniem Twórców Niepełnosprawnych,
- Stowarzyszeniem Rodzin i Przyjaciół Osób z Upośledzeniem Umysłowym „Chata z pomysłami”,
- Centrum Edukacji Teatralnej w Gdańsku,
- Teatrem Muzycznym w Gdyni,
- Białostockim Teatrem Lalek,
- Eksperymentalnym Studiem Tańca EST w Krakowie.

Inna
Od 2006 roku Adam Walny organizuje festiwal „Święto Głupców” przy Staromiejskim Domu Kultury w Warszawie.
W 2011 r. zrealizował program edukacyjny „Istnienie w dłoni”, finansowany przez MEN
Nagrody
- 1998 – Wyróżnienie, spektakl „Kuglarz i Śmierć”, Festiwal „Pobocza Teatru” Toruń
- 1999 – Medal Burmistrza miasta Gdynia za realizację plenerowej wersji „Jesus Christ Super Star” w Teatrze Muzycznym w Gdyni
- 2002 – Nagroda aktorska, spektakl „Kuglarz i Śmierć”, Międzynarodowy Festiwal Teatralny „Aitwaras”, Litwa
- 2003 – Nagroda za scenografię, spektakl „Genesis”, Międzynarodowy Festiwal „Nuku Theater”, Estonia
- 2004 – Nagroda za reżyserię, spektakl  „Motyl”, Międzynarodowy Festiwal „Aitwaras”, Litwa
- 2005 – Nagroda, spektakl „Genesis”, Międzynarodowy Festiwal „Modry Kocur” Turnov,Czechy
- 2006 – Nagroda za reżyserię, spektakl „Motyl, Międzynarodowy Festiwal Teatrów Lalek, Liepaja, Łotwa
- 2006 – Nagroda jury dziecięcego za najbardziej absorbujący spektakl festiwalu, spektakl „Motyl, Międzynarodowy Festiwal Teatrów Lalek, Liepaja, Łotwa
- 2006 – Wyróżnienie, spektakl „Motyl”, Ogólnopolski Festiwal Teatrów Niezależnych w Ostrowie Wlkp.
- 2006 – I Nagroda, spektakl „Genesis”, Festiwal Teatrów Ogródkowych w Częstochowie
- 2007 – Nagroda za wykreowanie odrębnej i niepowtarzalnej estetyki opartej na pracy z przedmiotem",  spektakl „Misterium Narodzenia”, Ogólnopolski Festiwal Teatrów Niezależnych w Ostrowie Wlkp.
- 2007 – Nagroda POLUNIMY za najlepsze lalki na festiwalu „Lalka też człowiek” w spektaklu „Misterium Narodzenia”. Warszawa
- 2007 – Nagroda  aktorska jury „za wyrażenie teatru lalką”, festiwal „Lalka też człowiek” w spektaklu „Misterium Narodzenia”, Warszawa
- 2008 – Nagroda za spektakl „Prometeusz”, Gliwickie Spotkania Teatralne
- 2008 – Wyróżnienie, spektakl „Genesis”, Festiwal Teatrów Niezależnych w Ostrowie Wlkp.
- 2008 – Nagroda za wizję w spektaklu „Motyl”, Festiwal „Lalka też Człowiek”, Warszawa
- 2008  – Wyróżnienie Młodych Krytyków „ Misterium Narodzenia”, MFTL,Bielsko-Biała
- 2009 – I Nagroda, spektakl „Misterium Narodzenia”, Międzynarodowy Festiwal Lalkarzy Solistów, Łódź
- 2010 – Nagroda za lalki do „Historii Jacka Odrowąża", Tyskie Spotkania Teatralne (realizacja grupy teatralnej POMOST)
- 2010 – Pierwsze miejsce w kategorii „Onemanshow” na międzynarodowym festiwalu Openstreet, Fermo, Włochy
- 2011 – Wyróżnienie honorowe na Ogólnopolskim Festiwalu Teatrów Lalek w Opolu za scenografię do spektaklu Janosik. Naprawdę prawdziwa historia.(spektakl warszawskiego Teatru Lalka)
- 2012 – Odznaka Honorowa Ministra Kultury i Dziedzictwa Narodowego „Zasłużony dla Kultury Polskiej” wręczona na Międzynarodowym Festiwalu Sztuki Lalkarskiej w Bielsku-Białej
- 2013 – Złota Plakietka Związku Artystów Scen Polskich, wręczona jako „wyraz najwyższego uznania dla talentu i osiągnięć artystycznych oraz na polu działań edukacji teatralnej”
- 2013 – Nagroda na Ogólnopolskim Festiwalu Teatrów Lalek w Opolu za obiekty sceniczne w spektaklu „Mikrokosmos. Kompozycje.”(spektakl zrealizowany przez Białostocki Teatr Lalek i Podlaskie Stowarzyszenie Tańca)
- czterokrotny stypendysta Ministra Kultury i Dziedzictwa Narodowego, stypendysta FPT